# Bahnhof Arnsdorf (b Dresden)
Der Bahnhof Arnsdorf (b Dresden) ist eine Betriebsstelle an den Bahnstrecken Görlitz–Dresden-Neustadt und Kamenz–Arnsdorf–Pirna auf dem Gemeindegebiet von Arnsdorf in Sachsen. Der Bahnhof besaß früher umfangreiche Gleisanlagen für Güter- und Reiseverkehr mit fünf Bahnsteigen und über 30 Gleisen. Teil des Bahnhofes Arnsdorf (b Dresden) sind auch die Bahnhofsteile Arnsdorf Nord und Arnsdorf West an der sogenannten Arnsdorfer Kurve.

## Geschichte

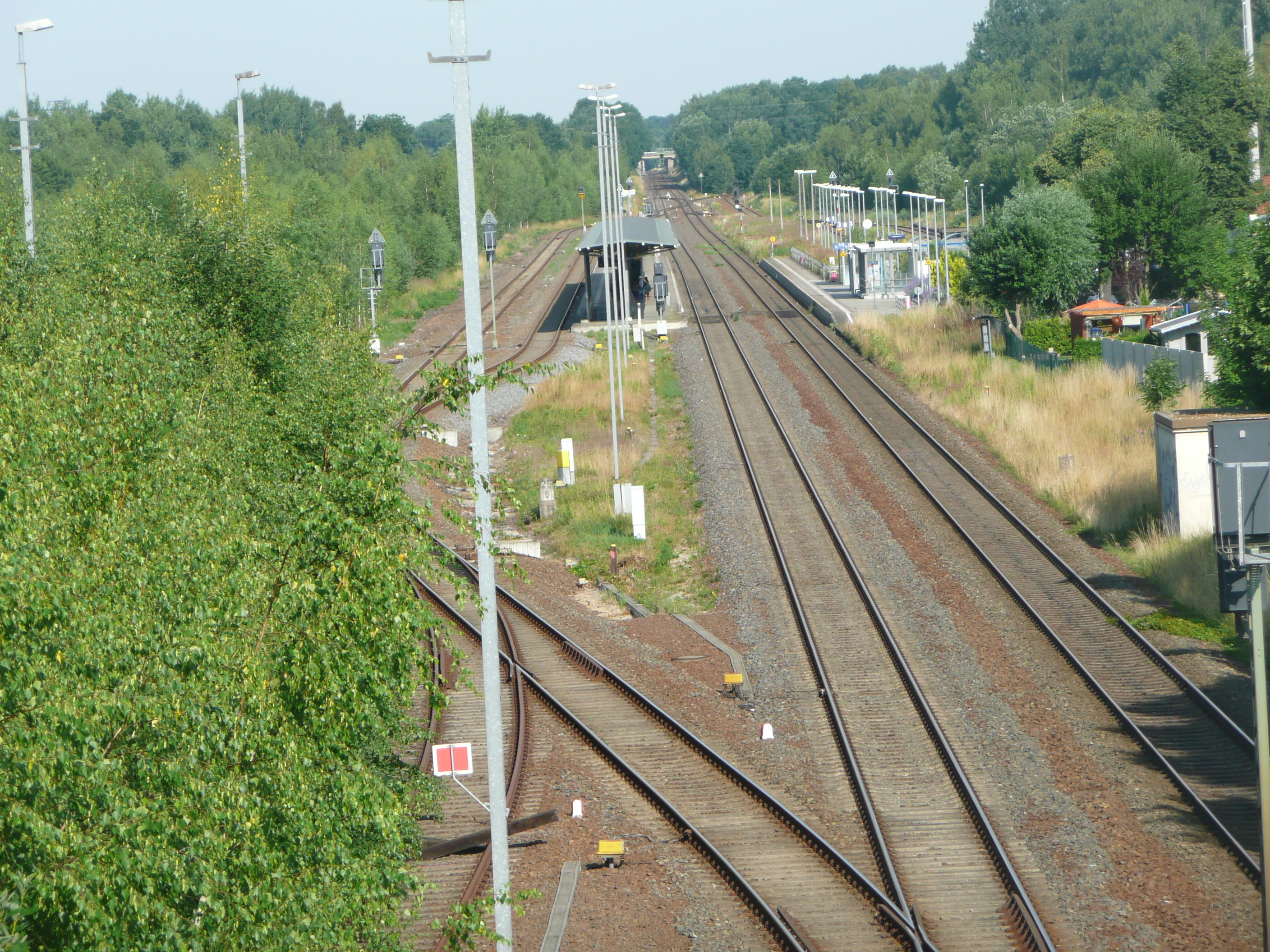
Ansicht des Bahnhofs Arnsdorf von der Straßenüberführung Karswaldstraße aus, Blick Richtung Westen (2015)

Der Bahnhof Arnsdorf entstand 1875 mit der Eröffnung der Bahnstrecke Kamenz – Pirna. Der Bahnhof ersetzte zu der Zeit die seit dem 22. Dezember 1845 an der Bahnstrecke Görlitz – Dresden existierende Haltestelle Fischbach. Der Bahnhof gewann seit seiner Entstehung an großer Bedeutung, da Frachten wie die böhmische Braunkohle seit der Eröffnung nicht mehr über Dresden, sondern über den rund 25 Kilometer kürzeren Weg über die Bahnstrecke Kamenz – Pirna überführt wurden. Das zeigen die ehemals umfangreichen Gleisanlagen von insgesamt über 30 Gleisen und drei Bahnsteigen. Dabei waren die Gleisanlagen auf der Südseite vornehmlich für den Güterverkehr, die Gleise auf der Nordseite waren für die hier Kopf machenden Personenzüge von Kamenz nach Dresden beziehungsweise für den Lokschuppen vorgesehen. Die Bedeutung des Bahnhofes unterstrich das repräsentative Empfangsgebäude, welches 2008 abgerissen wurde. Neben diesem entstanden noch einige Wohnhäuser, der Lokschuppen mit einer Drehscheibe von 15 Meter Durchmesser, bis 1930 drei mechanische Stellwerke, eine Rangiergruppe mit Eselsrücken sowie ein Güterschuppen mit Laderampe. Ein Wasserturm wurde an der Ostseite zwischen den Gleisen der Bahnstrecken Görlitz – Dresden und Kamenz – Pirna gebaut. Insgesamt besaß der gesamte Bahnhof 116 Weichen.
Ursprünglich wurden die Züge aus Dresden nach Kamenz über die 1871 eröffnete Arnsdorfer Kurve geführt. Diese Verbindung wurde für den Personenverkehr nach 1875 nicht mehr benutzt, bis die Gleise 1911 stillgelegt wurden. Ab 1900 waren die Trassierungen der Bahnstrecke Kamenz – Pirna im Bereich des Bahnhofes Arnsdorf zweigleisig ausgeführt. Einen ersten Einschnitt gab es in der Gestaltung des Bahnhofes nach 1945, als die Gleise der Bahnstrecke Kamenz–Pirna aus Reparationsgründen nur noch eingleisig ausgeführt waren. Der gesamte Bahnhofsbereich blieb jedoch im Wesentlichen unverändert.
Radikal wurde das Antlitz des Bahnhofes um 2001 geändert; nahezu alle Gütergleise und die Rangiergruppe wurden entfernt. Die Arbeiten fanden im Zusammenhang mit der Umstellung der Leit- und Sicherungstechnik auf ein elektronisches Stellwerk (ESTW) statt. Die Anbindung an das ESTW wurde am 18. August 2001 vollzogen. Auf der Südseite des Bahnhofes existieren nur noch die Gleise 4 und 6 (früher 5). Auf der Nordseite sind nur noch die Gleise 3 und 5 (früher 38 und 40) vorhanden, wobei gegenwärtig lediglich das Gleis 3 für gelegentliches Rangieren von Güterzügen verwendet wird. Gleichzeitig wurden die Gleise um dem Lokschuppen und die Umfahrgleise 46 und 47 entfernt. Die Bahnsteige an den Gleisen 3 und 4 sind noch vorhanden. 2005 wurde das ehemalige Stellwerk W2 so wie das Wirtschaftsgebäude neben dem Lokschuppen abgerissen, um 2008 verschwand auch das Empfangsgebäude. 2009 wurde die Arnsdorfer Kurve für den rationelleren Betrieb der Verbindung Dresden – Kamenz wieder aufgebaut. Die Kurve verläuft zwischen den Bahnhofsteilen Arnsdorf West und Arnsdorf Nord.

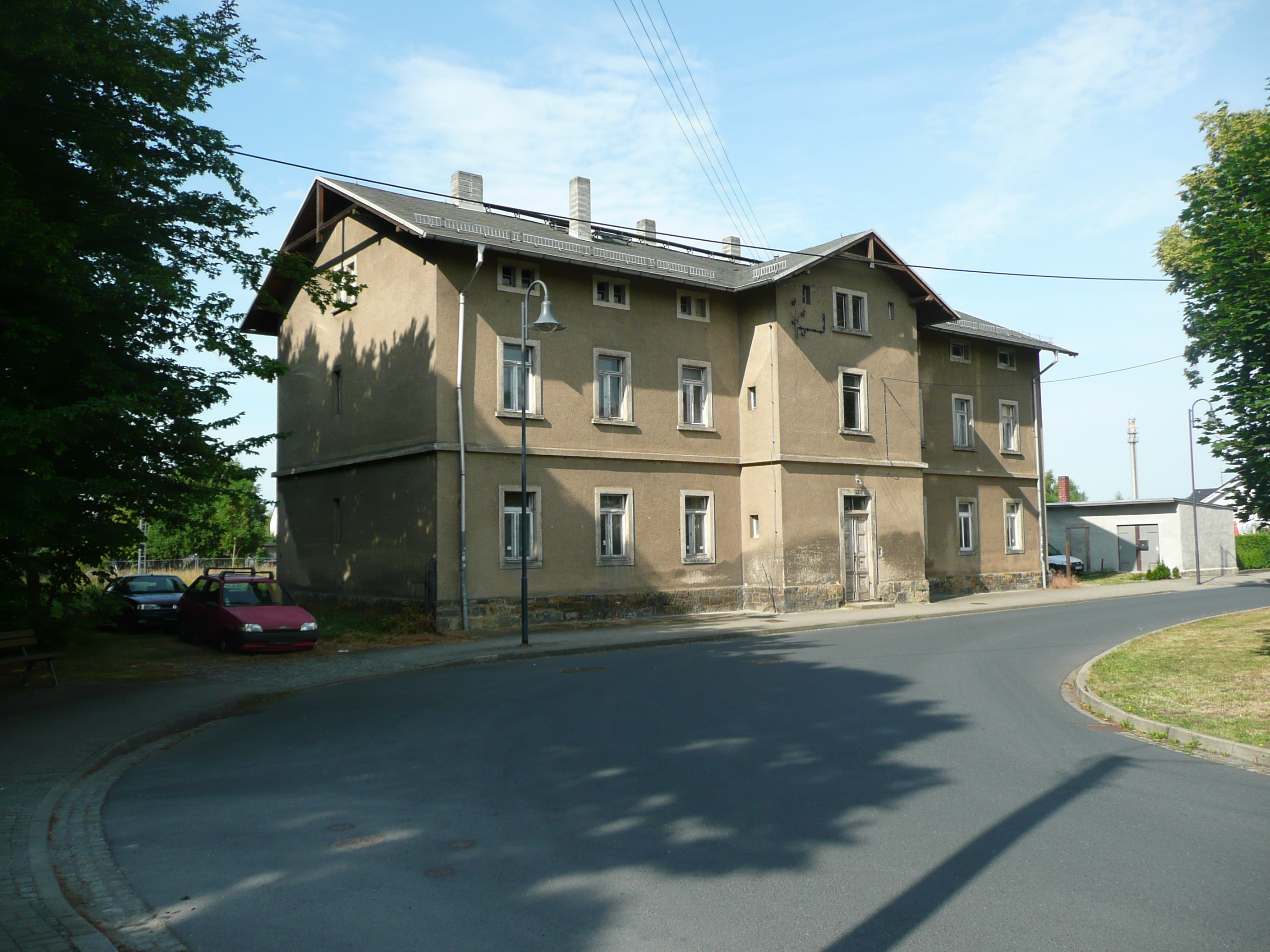
Eisenbahnerwohnhaus von der Straßenseite neben dem ehemaligen Empfangsgebäude (2015)
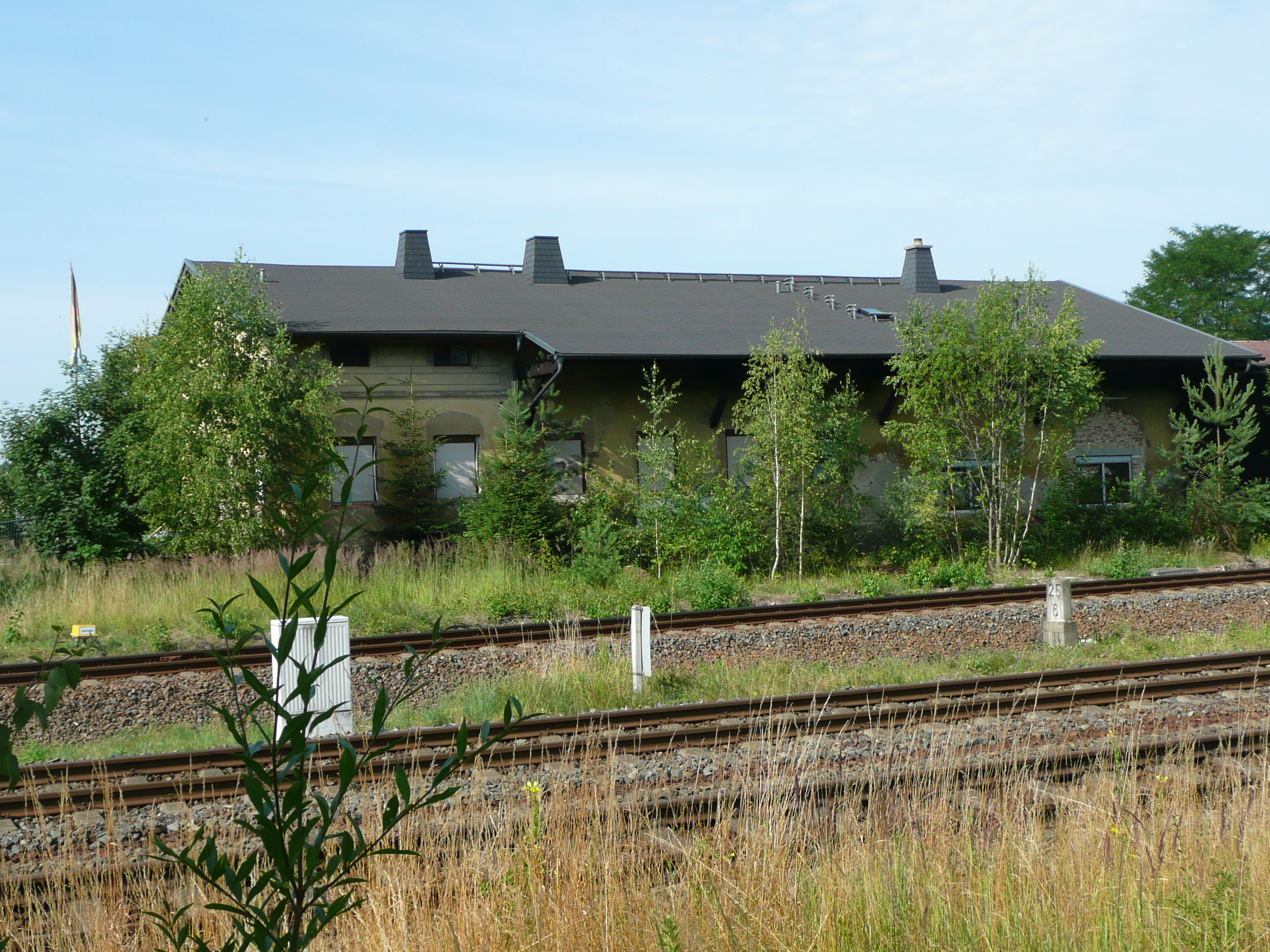
Güterschuppen (2015)
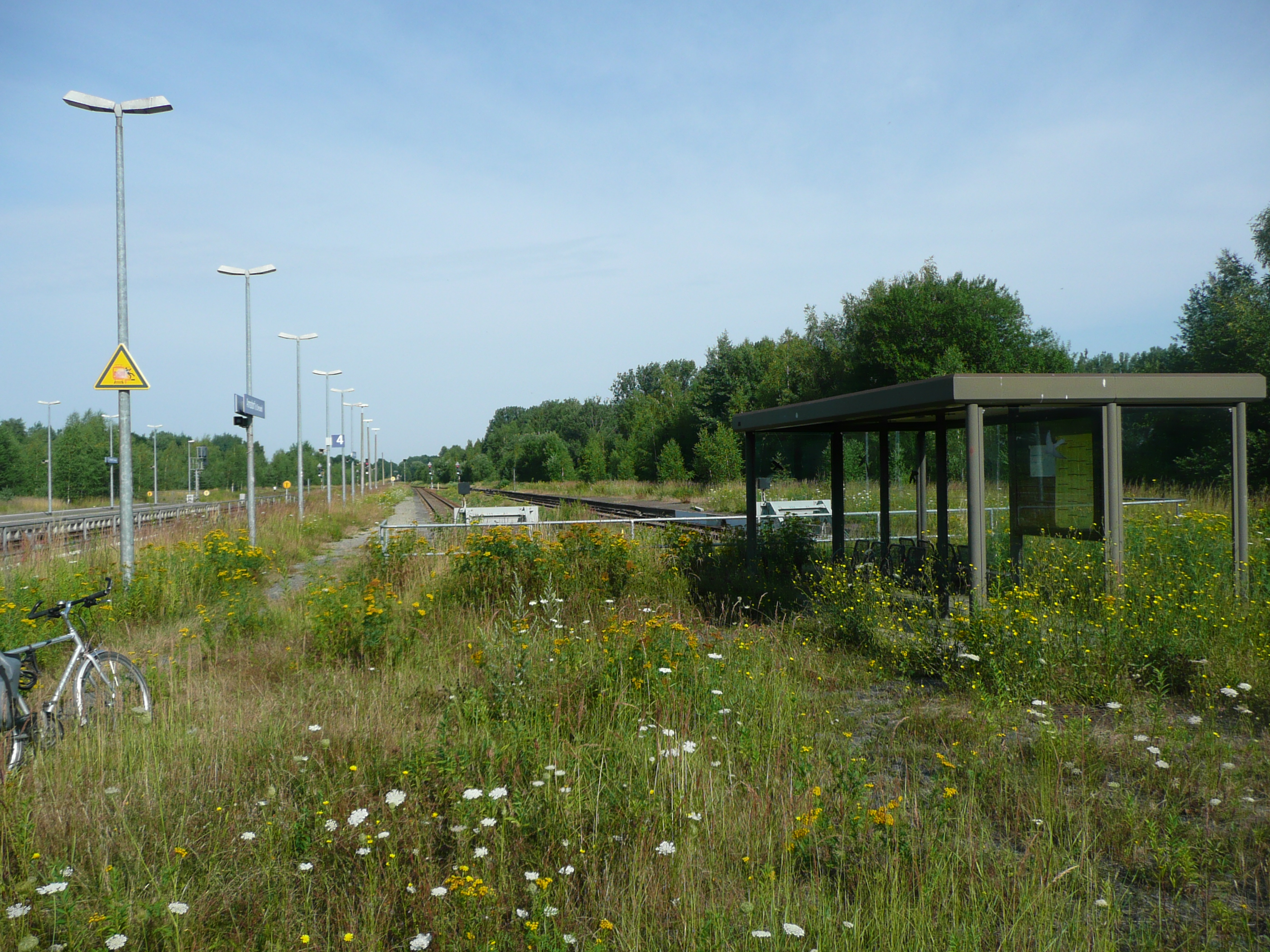
Vorhandene Kopfgleise aus Richtung Kamenz (2015)
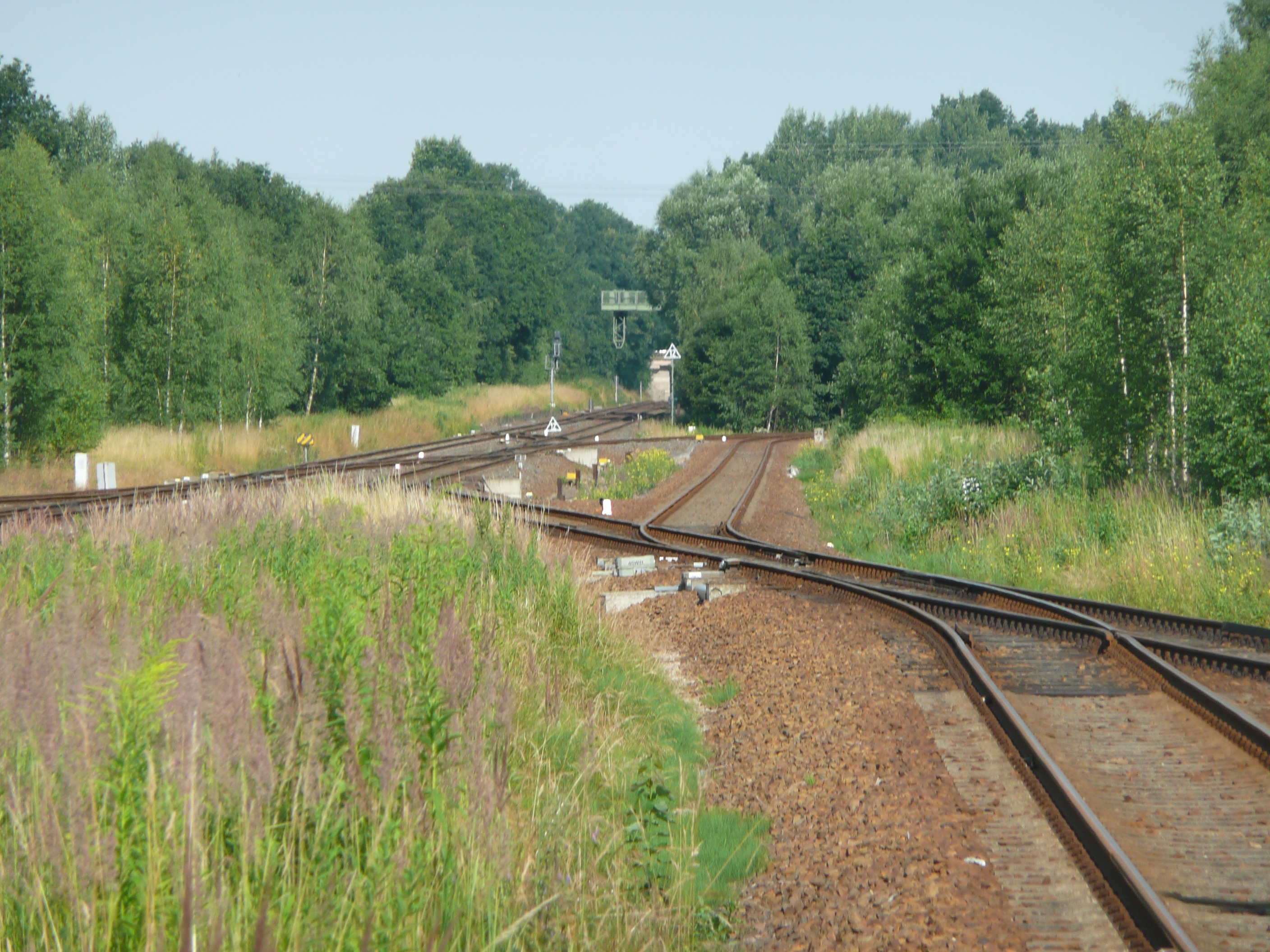
Ansicht des Bahnhofs Arnsdorf in Richtung Dresden (2015)

## Bahnsteige
Bis 1989 besaß der Bahnhof sechs Bahnsteiggleise. Gleis 1 verfügte über einen Hausbahnsteig mit 345 Meter Nutzlänge, ein Mittelbahnsteig mit 310 Meter Länge befand sich an Gleis 2 und 4. Für den Personenverkehr zwischen Dresden und Kamenz standen westlich des Empfangsgebäudes drei Stumpfgleise zur Verfügung. Gleis 38 teilte sich den Bahnsteig mit Gleis 1, der Bahnsteig hatte eine Länge von 270 Meter. Ein weiterer Mittelbahnsteig mit 225 beziehungsweise 285 Meter Länge lag an den Gleisen 40 und 46.
Seit dem Umbau der Gleisanlagen 2001 verfügt der Bahnhof über vier Bahnsteiggleise. Neben dem Hausbahnsteig an Gleis 1 mit 185 Meter Länge besteht der Mittelbahnsteig an Gleis 2 und 4 je mit 185 beziehungsweise 140 Meter Länge und der Kopfbahnsteig am ehemaligen Gleis 38, nun Gleis 3, mit einer Nutzlänge von 180 Metern. Die Bahnsteighöhe beträgt einheitlich 55 Zentimeter.

## Lokschuppen

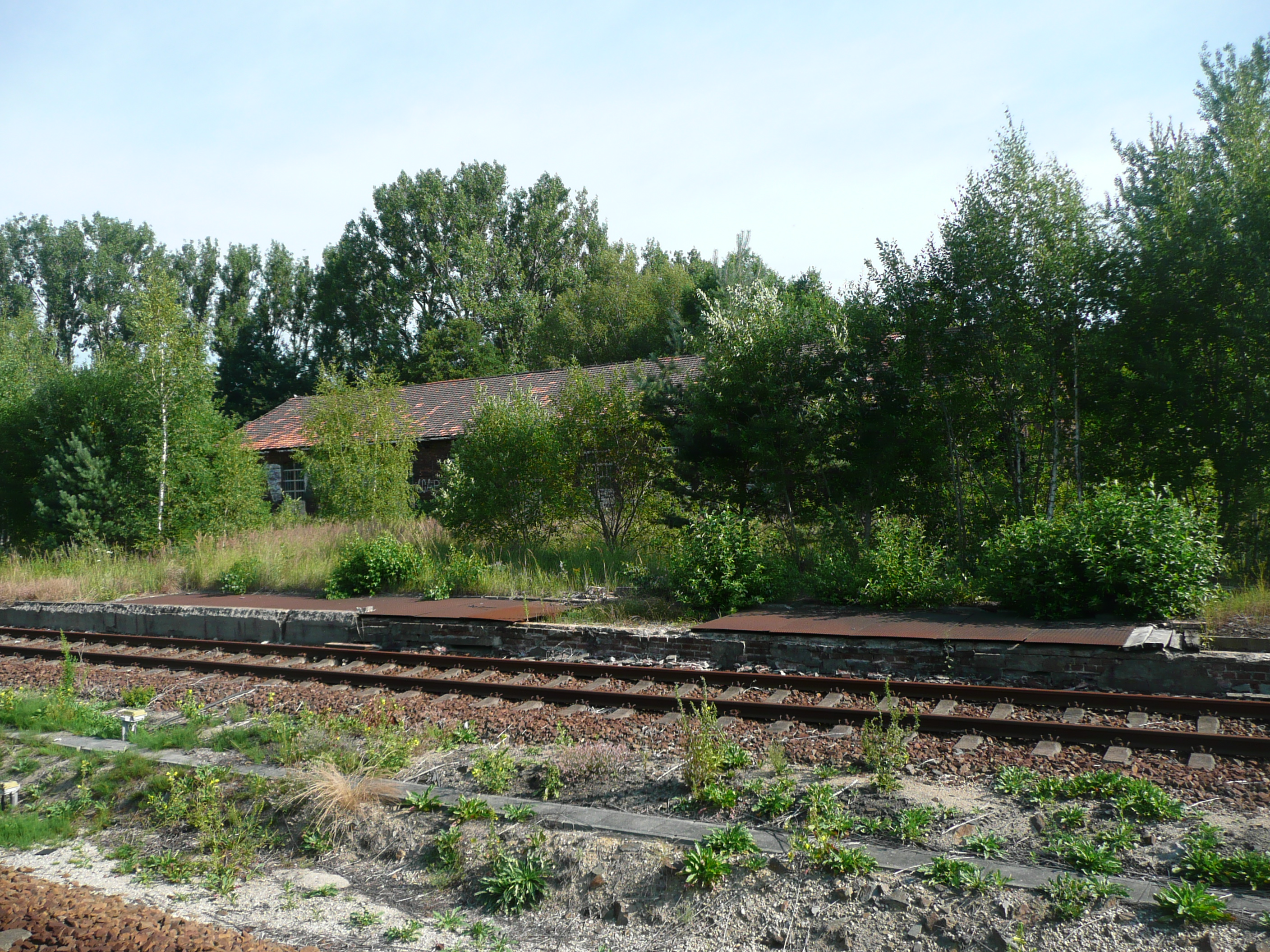
Lokschuppen des Bahnhofes, 2015

Der Lokschuppen besaß zwei Stände und diente für die Abstellung der Rangierlokomotiven auf dem Bahnhof und für gelegentliche Dienste auf der Strecke von Arnsdorf zum Bahnhof Dürrröhrsdorf. 1946 arbeiteten in dem Lokschuppen Arnsdorf zwei Schlosser. Die Zuständigkeit wechselte mehrfach; war er zunächst eigenständig, wurde er nach 1946 dem Bw Dresden-Friedrichstadt und ab 1955 dem Bw Pirna unterstellt. In den 1960er-Jahren war er Sitz einer Personalstelle. Dagegen war der Ortsgerätewagen ständig dem Bw Kamenz unterstellt. 1969 wurde die letzte Dampflokomotive von hier abgezogen. Mit der Einführung der Dieseltraktion hatte der Lokschuppen Arnsdorf keine Bedeutung mehr. 
Unter Eisenbahnfreunden besaß der Lokschuppen eine Bedeutung als Standort eines sechsachsigen Salonwagens der KSächsStB. Mit dem Rückbau der Gleise nach 2001 wurde dieses Fahrzeug ebenfalls verschrottet. Seit 2001 steht der Lokschuppen ohne Gleisanschluss und ohne Nutzung. Sein weiteres Schicksal ist unklar.